# Philippa Gregory

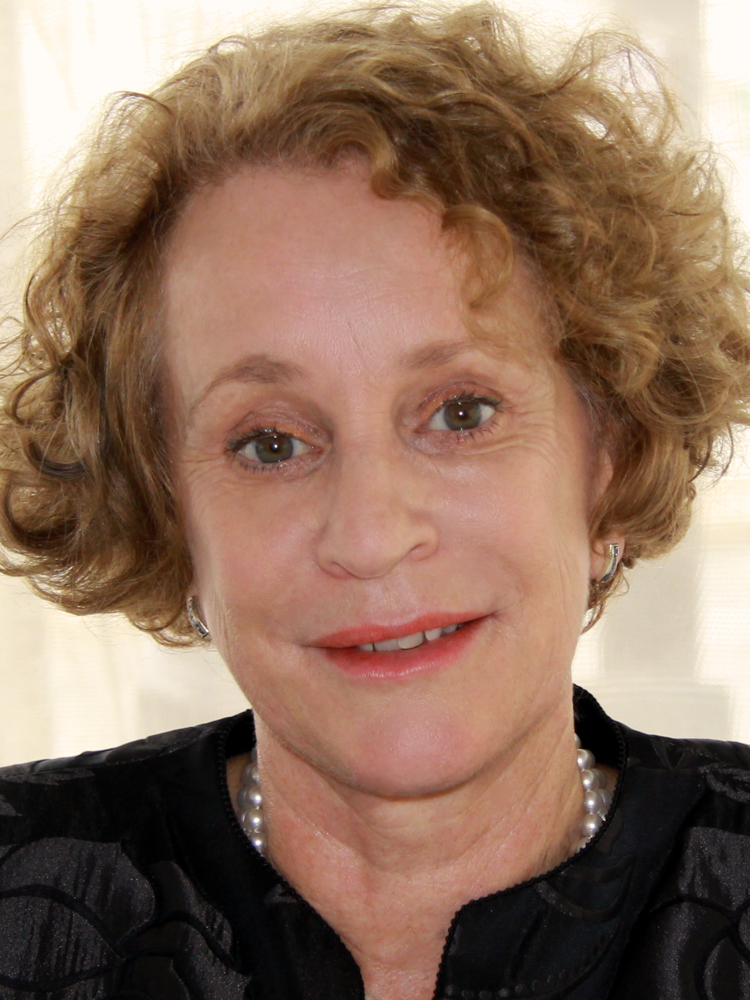
Philippa Gregory (2011)

Philippa Gregory (* 9. Januar 1954 in Nairobi) ist eine englische Schriftstellerin.

## Leben
Philippa Gregory wurde in Kenia geboren, zog aber mit ihren Eltern nach England. Nach ihrer journalistischen Ausbildung arbeitete sie als Reporterin bei „Portsmouth News“ sowie als Journalistin und Produzentin bei BBC Radio. An der University of Sussex studierte sie Geschichte und wurde an der University of Edinburgh im Fach „Literatur des 18. Jahrhunderts“ promoviert. Kurz darauf verfasste sie, als Beginn einer Trilogie, ihren ersten Roman „Die Glut“, der 1987 veröffentlicht wurde. Neben weiteren historischen Romanen schreibt Philippa Gregory Kurzgeschichten und Kinderbücher.
„Die Schwester der Königin“, der erste Roman der Tudor-Reihe, wurde 2003 als Fernsehfilm für die BBC umgesetzt. In den Hauptrollen waren Natascha McElhone, Jodhi May und Jared Harris zu sehen. Derselbe Roman wurde 2006 als Kinofilm mit Natalie Portman, Scarlett Johansson und Eric Bana in den Hauptrollen verfilmt.
Neben ihrer Arbeit als Buchautorin schreibt Philippa Gregory Kurzgeschichten und Buchbesprechungen für Zeitungen und Zeitschriften. Außerdem arbeitet sie als historische Beraterin im Fachgebiet „Haus Tudor“ für den britischen Privatsender Channel 4.

## Werke
Glut-Trilogie:
- Wideacre. 1987, ISBN 0-00-651461-8.
  - Übersetzung (Günther Panske): Die Glut. 1988, 2. Auflage. Aufbau Verlag, Berlin 2003, ISBN 3-7466-1936-X.
  - auch: Die Glut der Leidenschaft. Deutsche Buchgemeinschaft, 1989
- The Favoured Child. 1989, ISBN 0-00-651462-6.
  - Übersetzung (Angelika Bardeleben): Die Traumsammlerin. Goldmann, München 1995, ISBN 3-442-42355-4.
- Meridon. HarperCollins Publishers, 1990, ISBN 0-00-651463-4.
  - Übersetzung (Eva L. Wahser): Meridon. Goldmann, München 1996, ISBN 3-442-42414-3.

Tudor-Reihe:
- The Other Boleyn Girl. 2001, Scribner, ISBN 0-7394-2711-3.
  - Übersetzung (Ulrike Seeberger): Die Schwester der Königin. 2004, Aufbau Verlag, Berlin 2008, ISBN 978-3-7466-2375-7.
- The Queen’s Fool. Touchstone, 2003, ISBN 0-7432-4607-1.
  - Übersetzung (Barbara Först): Die Hofnärrin. Bastei-Lübbe, Bergisch Gladbach 2007, ISBN 978-3-404-92266-6.
- The Virgin’s Lover. Touchstone, 2004, ISBN 0-7432-5615-8.
  - Übersetzung (Barbara Först): Der Geliebte der Königin. Bastei-Lübbe, Bergisch Gladbach 2008, ISBN 978-3-404-92293-2.
- The Constant Princess. Simon & Schuster, London 2008, ISBN 978-1-4165-5918-4.
  - Übersetzung: Die ewige Prinzessin. Bastei-Lübbe, Bergisch Gladbach 2010, ISBN 978-3-404-16469-1.
- The Boleyn Inheritance. New Edition. Harpercollins, London 2007, ISBN 978-0-00-719033-1.
  - Übersetzung: Das Erbe der Königin. Bastei-Lübbe, Bergisch Gladbach 2010, ISBN 978-3-404-16389-2.
- The Other Queen. Simon & Schuster, London 2008, ISBN 978-1-4165-4912-3.

Die Rosenkriege:
- The White Queen. Touchstone, 2009, ISBN 978-1-4165-6368-6.
  - Übersetzung: Die Königin der weißen Rose. rororo, 2011, ISBN 978-3-499-25484-0.
- The Red Queen. Simon & Schuster, 2010, ISBN 978-1-84737-457-8.
  - Übersetzung: Der Thron der roten Königin. rororo, 2011, ISBN 978-3-499-25672-1.
- The Lady of the Rivers. Simon & Schuster, 2011, ISBN 978-1-84737-459-2.
  - Übersetzung: Die Mutter der Königin. rororo, 2012, ISBN 978-3-499-25673-8.
- The Kingmaker’s Daughter. Touchstone, 2012, ISBN 978-1-4516-2607-0.
  - Übersetzung: Dornenschwestern. rororo, 2013, ISBN 978-3-499-26712-3.
- The White Princess. Touchstone, 2013, ISBN 978-1-4516-2609-4.
  - Übersetzung: Das Erbe der weißen Rose. rororo, 2014, ISBN 978-3-499-26713-0.
- The King’s Curse. Touchstone, 2014, ISBN 978-1-4516-2611-7.
  - Übersetzung: „Der Königsfluch“, Rowohlt Taschenbuch, ISBN 978-3-499-27042-0.
- The taming of the Queen. Touchstone, 2016, ISBN 978-1-4767-5881-7
  - Übersetzung: Die letzte Gemahlin des Königs. rororo, 2016, ISBN 978-3-499-27220-2.

Das Erbe der Tudors:
- Three sisters, three queens. Simon & Schuster, 2017, ISBN 978-1-4711-3303-9.
  - Übersetzung: Die Wolfsschwester. Rowohlt Taschenbuch, 2017, ISBN 978-3-499-29115-9.
- The Last Tudor. Simon & Schuster, London 2017, ISBN 978-1-4711-3305-3
  - Übersetzung: Um Reich und Krone. rororo, 2018, ISBN 978-3-499-27460-2.

Earthly Joys:
- Earthly Joys. 1998, HarperCollins, 2006, ISBN 0-00-722847-3.
  - Übersetzung (Justine Hubert): Irdische Freuden. Aufbau Verlag, Berlin 2003, ISBN 3-7466-1906-8.
- Virgin Earth. 1999, HarperCollins, 2006, ISBN 0-00-722848-1.
  - Übersetzung (Justine Hubert): Der Herr der Rosen. Aufbau Verlag, Berlin 2003, ISBN 3-7466-1956-4.

Fairmile-Trilogie:
- Tidelands. Simon & Schuster, London 2019, ISBN 978-1-4711-7272-4.
  - Übersetzung (Ute Brammertz): Gezeitenland. Droemer Knaur, München 2021, ISBN 978-3-426-22724-4.
- Dark Tides. Simon & Schuster, London 2020, ISBN 978-1-4711-7285-4.
  - Übersetzung (Ute Brammertz): An dunklen Wassern. Droemer Knaur, München 2022, ISBN 978-3-426-22725-1.

Einzelwerke:
- Respectable Trade. 1995, HarperCollins, 1998, ISBN 0-00-647337-7.
  - Übersetzung (Justine Hubert): Die Farben der Liebe. 1999, Aufbau Verlag, Berlin 2001, ISBN 3-7466-1699-9.
- The Wise Woman - A Novel. 1992, Touchstone, 2008, ISBN 978-1-4165-9088-0.
  - Übersetzung (Dinka Mrkowatschki): Die weise Frau. 1992, Blanvalet, 2000, ISBN 3-442-35300-9.
- Fallen Skies - A Novel. Touchstone, 2008, ISBN 978-1-4165-9314-0.
- The Little House. HarperCollins, 1999, ISBN 0-261-67273-8.
  - Übersetzung (Ulrike Seeberger): Die Schwiegertochter. Aufbau Verlag, 2007, ISBN 978-3-7466-2348-1.
- Zelda’s Cut. HarperCollins, 2001, ISBN 0-00-651177-5.
  - Übersetzung (Ulrike Seeberger): Die Lügenfrau. Aufbau Verlag, Berlin 2002, ISBN 3-7466-1834-7.
- Perfectly Correct. HarperCollins, 1996, ISBN 0-00-225315-1.
- Alice Hartley’s Happiness. HarperCollins, 2009, ISBN 978-0-00-731881-0.
- Midlife Mischief. Severn House, 1998, ISBN 0-7278-5379-1.

Kurzgeschichten:
- Bread and Chocolate. HarperCollins, 2000, ISBN 0-00-225761-0.

Kinderbücher:
- Princess Florizella. Puffin Books, 1989, ISBN 0-14-032657-X.
- Florizella and the Wolves. Walker Books, 1991, ISBN 0-7445-1933-0.
- Florizella and the Giant. Walker Books, 2000, ISBN 0-7445-7258-4.
- Pirate Story: A Tale of the High Seas. Little Hippo, 1999, ISBN 0-590-11416-6.
- The Little Pet Dragon. Young Hippo, 1994, ISBN 0-590-55784-X.
- Diggory and the Boa Conductor. Young Hippo, 1996, ISBN 0-590-55950-8.
- Changeling (Reihe: Order of Darkness, Book 1), US-Ausgabe: Simon Pulse, New York 2012, UK-Ausgabe: Simon & Schuster, London 2012, ISBN 978-1-4424-5344-9.[1]